# Il Mondo (tarocchi)

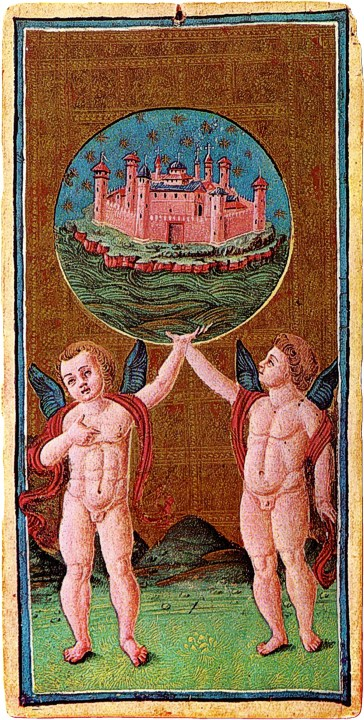
Il mondo nel mazzo Visconti-Sforza.

Il Mondo è la ventunesima carta degli arcani maggiori dei tarocchi; è conosciuta anche come la Terra o l'Universo o trionfo XXI.

## Rappresentazioni
Nei mazzi dei Visconti la carta raffigura due putti che reggono un cerchio nel quale è raffigurata una città murata, presumibilmente Milano.
I primi mazzi da gioco popolari presentano invece il tetramorfo, cioè i simboli della figura umana (un angelo), del toro, del leone e dell'aquila, ai quattro angoli di questa carta. Al centro c'è una ragazza nuda, spesso raffigurata col seno scoperto e il pube coperto da un velo. A separare le due zone c'è una ghirlanda di frasche o di fiori e frutti.
Nei tarocchi Rider-Waite, la ragazza nuda ha una corona d'alloro sul capo e tiene due bacchette, una in ogni mano; è in piedi e tiene le gambe incrociate, la sinistra dietro.

## Simbolismi
I quattro simboli del tetramorfo nella tradizione cristiana sono associati ai quattro evangelisti, rispettivamente Matteo, Luca, Marco e Giovanni. Nelle tradizioni esoteriche, questi simboli corrispondono rispettivamente ai segni dell'Aquario, del Toro, del Leone e dello Scorpione che sono a loro volta associati agli elementi dell'Aria, della Terra, del Fuoco e dell'Acqua.
La sfinge nella mitologia egizia ha le stesse caratteristiche della ragazza raffigurata nel mazzo Rider-Waite.

## Significato
Il mondo è pienezza e luce, obiettivi raggiunti e compimento di percorsi con un futuro sereno che attende il consultante. La carta simboleggia armonia su tutti i fronti: lavoro, amore, famiglia, salute. Anche se il risultato non arriva subito, il raggiungimento dei traguardi è dietro l'angolo, soprattutto per chi si è impegnato a fondo -e a lungo, e promette di essere duraturo. Il mondo, infatti, ben lontano dal significare fortuna gratuita, attende solo chi ha lavorato duro per realizzare il proprio desiderio, è piuttosto la vetta dopo una lunga ed estenuante scalata. La felicità attende il consultante e spesso arriverà anche se tutto sembra perduto, perché la protezione del cielo e le circostanze favorevoli lo condurranno alla vittoria.
Questo arcano porta con sé amore per la bellezza e l'arte, e spiccato senso creativo In una lettura questo arcano parla direttamente del consultante, riferendosi sempre alla domanda centrale del gioco se non proprio a chi l'ha formulata. 
In amore si parla di matrimonio, un'unione molto felice e destinata a durare nel tempo, e spesso è sintomo di una nuova nascita. 
Nel lavoro simboleggia la riuscita di un grande obiettivo, un'attività solida e una buona rendita finanziaria. Per gli studenti esami superati, lauree eccellenti.
Questo arcano non muta il suo significato se capovolto, piuttosto le qualità positive vengono attenuate, con il monito che il successo, anche se assicurato, dovrà attendere ancora un po', e che qualche sacrificio dovrà ancora essere fatto, e qualche ostacolo, seppur lieve, ancora superato.
Il Mondo è una carta molto forte sia se si presenta al positivo, sia se si presenta al negativo, tuttavia richiede da uno a tre mesi per manifestarsi e la sua durata è proporzionata alla sua azione.